# Solncevo (metropolitana di Mosca)
Solncevo (in russo: Солнцево, stazione del Sole) è una stazione della metropolitana di Mosca. Inaugurata il 30 agosto 2018 assieme ad altre 6 stazioni della linea 8, la stazione serve il popoloso quartiere di Solncevo.
La particolarità della stazione è data dalla sua originale illuminazione: grazie infatti ad una sofisticata tecnologia, salendo le scale mobili a qualunque ora del giorno e della notte è possibile avere la sensazione di vedere il sorgere del Sole, con i raggi che penetrano nella stazione attraverso le numerose fessure.

## Galleria d'immagini

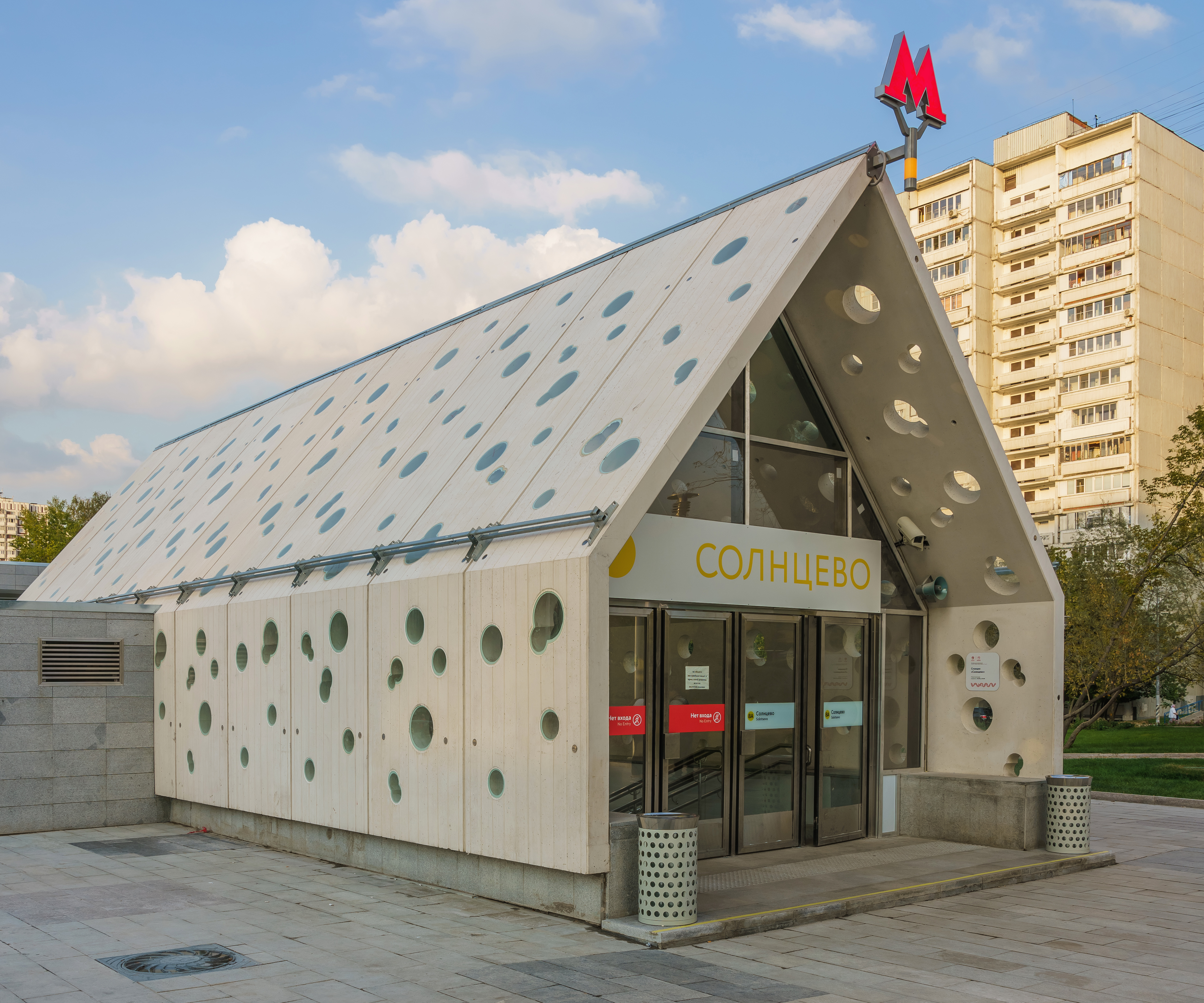
Ingresso alla stazione
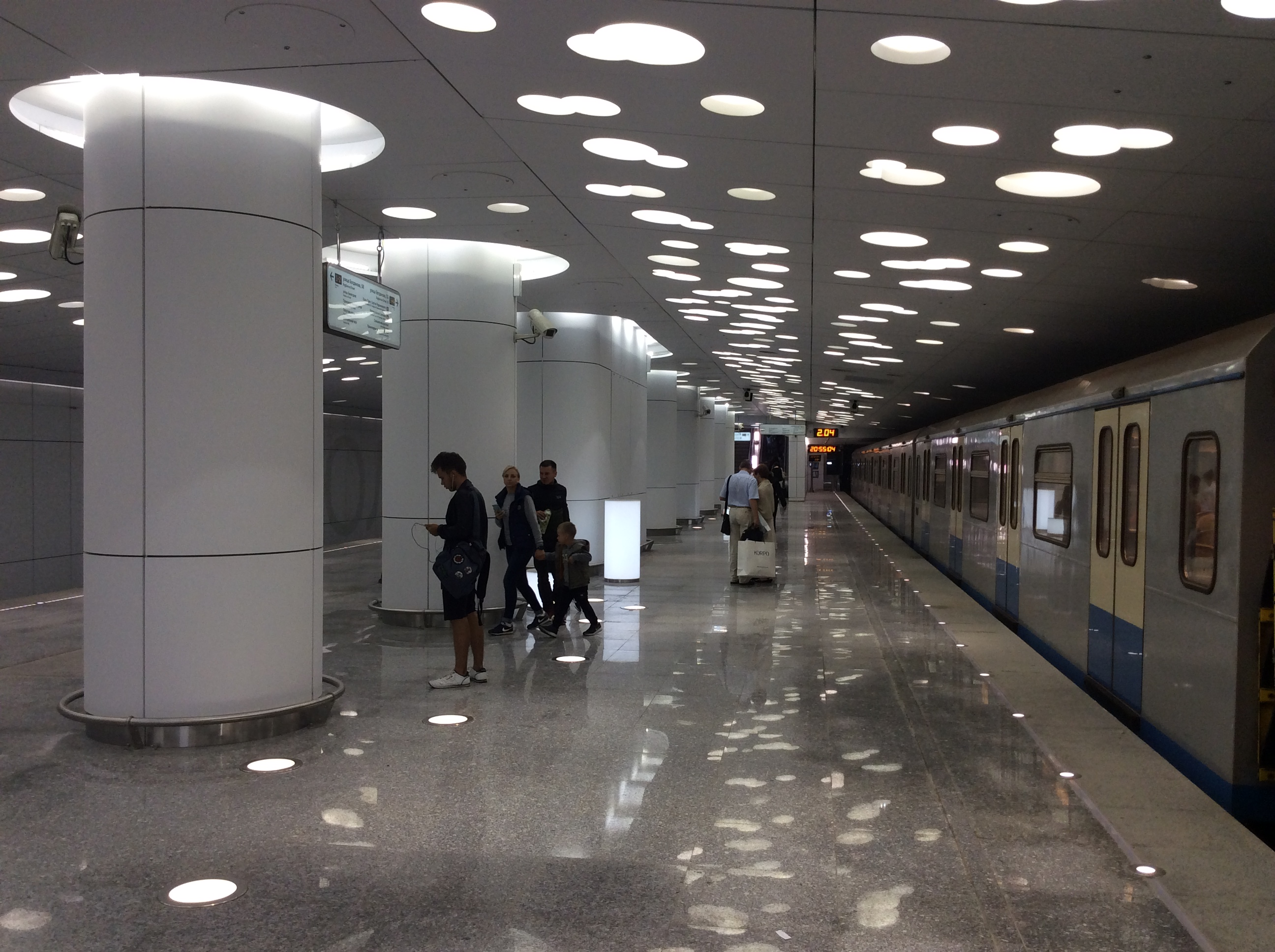
Banchina della stazione